# کریستوفر درسر
کریستوفر درسر (به انگلیسی: Christopher Dresser)؛ (زادهٔ ۴ ژوئیهٔ ۱۸۳۴ میلادی – درگذشتهٔ ۲۴ نوامبر ۱۹۰۴ میلادی) یک طراح و نظریه‌پرداز طراحی اهل بریتانیا بود که اکنون به‌طور گسترده به عنوان یکی از اولین و مهم‌ترین طراحان مستقل شناخته می‌شود. او یک شخصیت محوری در جنبش زیبایی‌شناسی و مشارکت کنندهٔ عمده در سبک متفقین انگلیسی-ژاپنی یا مدرن (سبک آر نُوو بریتانیا) بود، که هر دو از انگلستان سرچشمه گرفتند و نفوذ بین‌المللی طولانی مدت داشتند.

## زندگی‌نامه

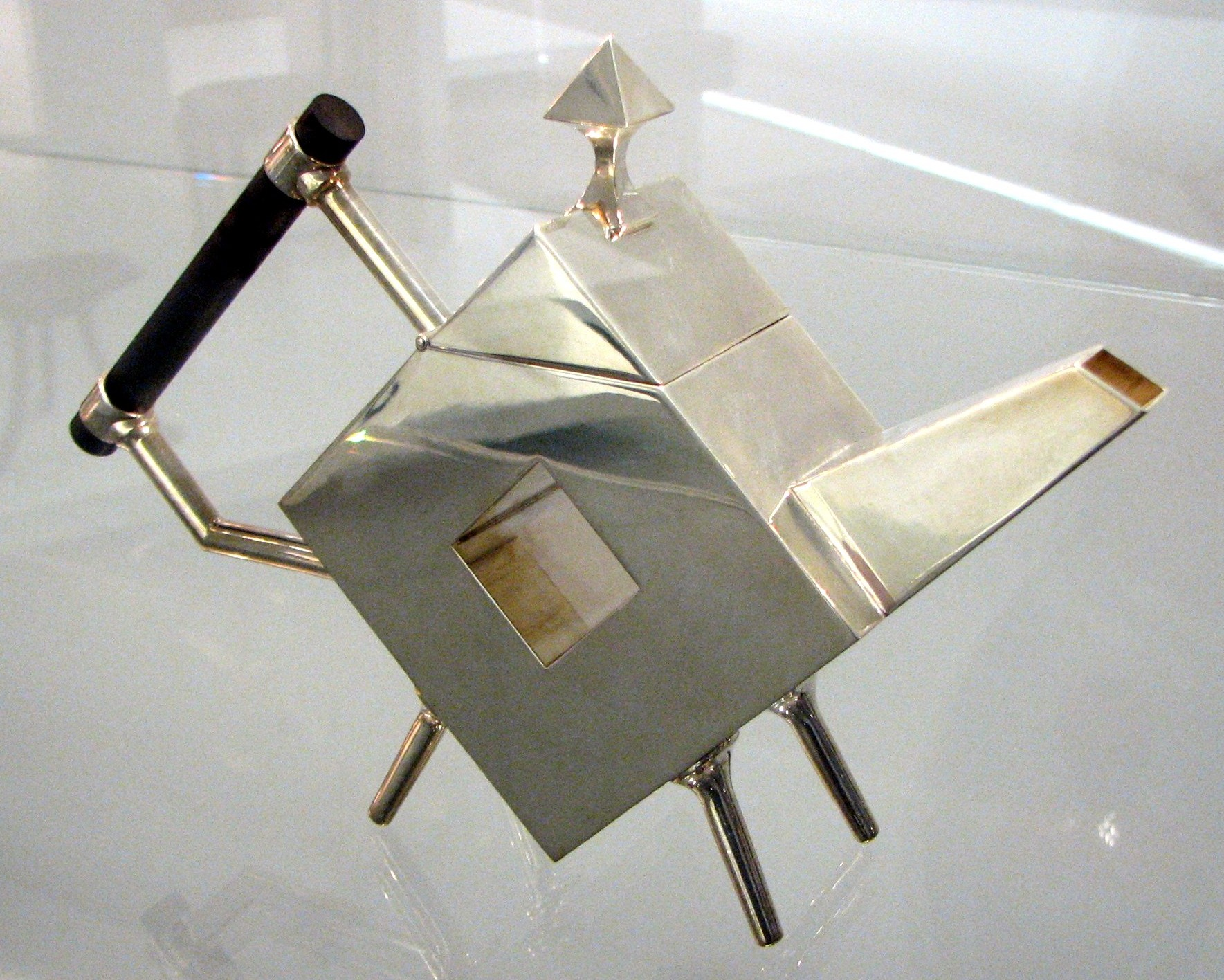
قوری، ۱۸۷۹ میلادی

درسر در گلاسگو، اسکاتلند، در خانواده‌ای از یورکشایر به دنیا آمد. در سن ۱۳ سالگی، او شروع به حضور در مدرسهٔ دولتی طراحی، سامرست هاوس، لندن کرد.

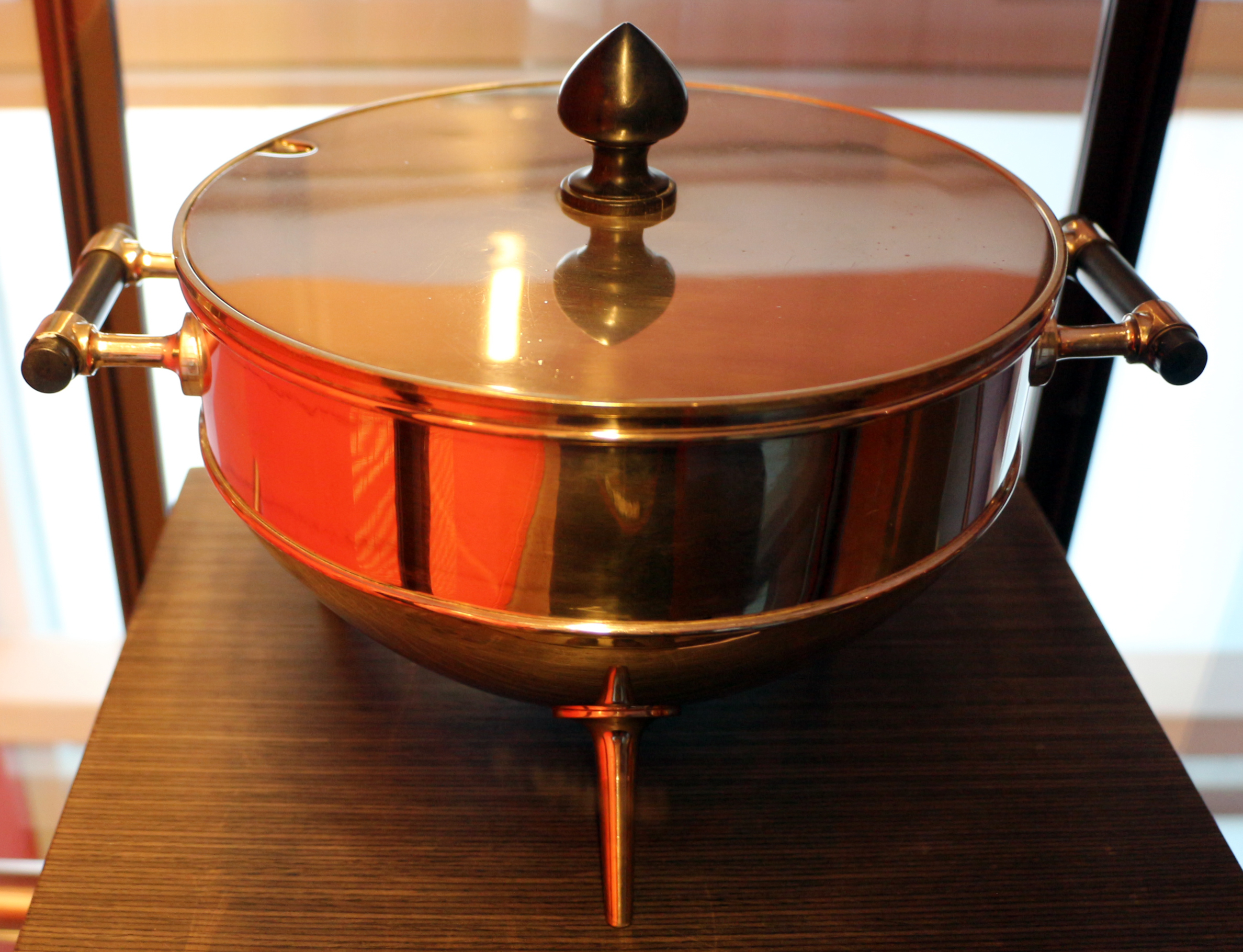
قابلمهٔ سوپ، ۱۸۸۸ میلادی

از همان اوایل کار طراحی او گسترش یافت و شامل فرش، سرامیک، مبلمان، شیشه، گرافیک، فلزکاری، از جمله نقره و آب‌کاری، و منسوجات چاپی و بافته می‌شد. او ادعا کرد که «به اندازهٔ هر مردی» در نمایشگاه بین‌المللی لندن ۱۸۶۲ میلادی طراحی کرده است. در اوایل سال ۱۸۶۵ میلادی اخبار ساختمان گزارش داد که در اوایل زندگی حرفه‌ای او به عنوان طراح کاغذ دیواری، منسوجات و فرش فعال بوده است؛ فعال‌ترین انقلابی در هنر تزئینی روز. او چندین کتاب در زمینهٔ طراحی و تزئین نوشت، از جمله: هنر طراحی تزئینی (۱۸۶۲ میلادی)، توسعهٔ هنر تزئینی در نمایشگاه بین‌المللی (۱۸۶۲ میلادی)، و اصول طراحی (۱۸۷۳ میلادی) که در مقدمه «مردان کارگر» خطاب شده است. در سال ۱۸۹۹ میلادی مجلهٔ استودیو دریافت که می‌توان از این کتاب نقل قول کرد: «صفحه به صفحه و خطی یافت نشد، به ندرت یک کلمه، که توسط منتقدترین عضو انجمن هنر و صنایع دستی امروز تأیید نشود». در واقع، درسر دستور کار تصویب شده توسط جنبش هنر و صنایع دستی را در تاریخ بعدی تنظیم کرد.
در سال ۱۸۷۳ میلادی از سوی دولت آمریکا از او درخواست شد تا گزارشی دربارهٔ طراحی کالاهای خانگی بنویسد.
در مسیر ژاپن در سال ۱۸۷۶ میلادی، او مجموعه‌ای از سه سخنرانی را در موزهٔ فیلادلفیا و مدرسه هنرهای صنعتی ایراد کرد و بر ساخت کاغذ دیواری‌های طراحی خود برای ویلسون فنیمور نظارت داشت. او توسط مسرز تیفانی از نیویورک مأموریت یافت تا در زمانی که در ژاپن بود، مجموعه‌ای از اشیاء هنری قدیمی و جدید تشکیل دهد که باید مصنوعات آن کشور را به تصویر بکشد.
در سال ۱۸۷۶ میلادی، دولت بریتانیا درسر را به عنوان فرستاده به ژاپن منصوب کرد و پس از اینکه در سال ۱۸۶۲ میلادی با هنر ژاپن در ارتباط بود، او را برای بازدید از ژاپن فرستاد و در سال‌های بعد تعدادی از همکاران تجاری ژاپنی مانند کیریتسو کوشو کائیشا (شرکت نظم کتاب قدیمی) را ایجاد کرد. در طی چهار ماه در سال‌های ۱۸۷۷–۱۸۷۶ میلادی، درسر حدود ۲۰۰۰ مایل در ژاپن سفر کرد و برداشت‌های خود را در کتاب ژاپن: معماری، هنر و تولیدات-هنری (۱۸۸۲ میلادی) ثبت کرد. او در زمانی که در ژاپن بود، نمایندهٔ موزه کنزینگتون جنوبی بود، و در دربار مورد استقبال امپراتور قرار گرفت، که دستور داد با درسر به عنوان مهمان کشور رفتار شود – همهٔ درها به روی او باز بود. دولت ژاپن از او خواسته بود تا گزارشی دربارهٔ «تجارت با اروپا» بنویسد. مطالعهٔ پیشگامانهٔ او دربارهٔ هنر ژاپنی در بسیاری از آثار او که نمونه ای از سبک انگلیسی-ژاپنی محسوب می‌شوند، مشهود است.
از سال ۱۸۷۹ تا ۱۸۸۲ میلادی درسر با چارلز هولم (۱۹۲۳–۱۸۴۸ میلادی) به عنوان درسر و هولم، واردکنندگان عمده‌فروشی کالاهای شرقی، با یک انبار در شمارهٔ ۷، خیابان فارینگدون، لندن، مشارکت داشت.

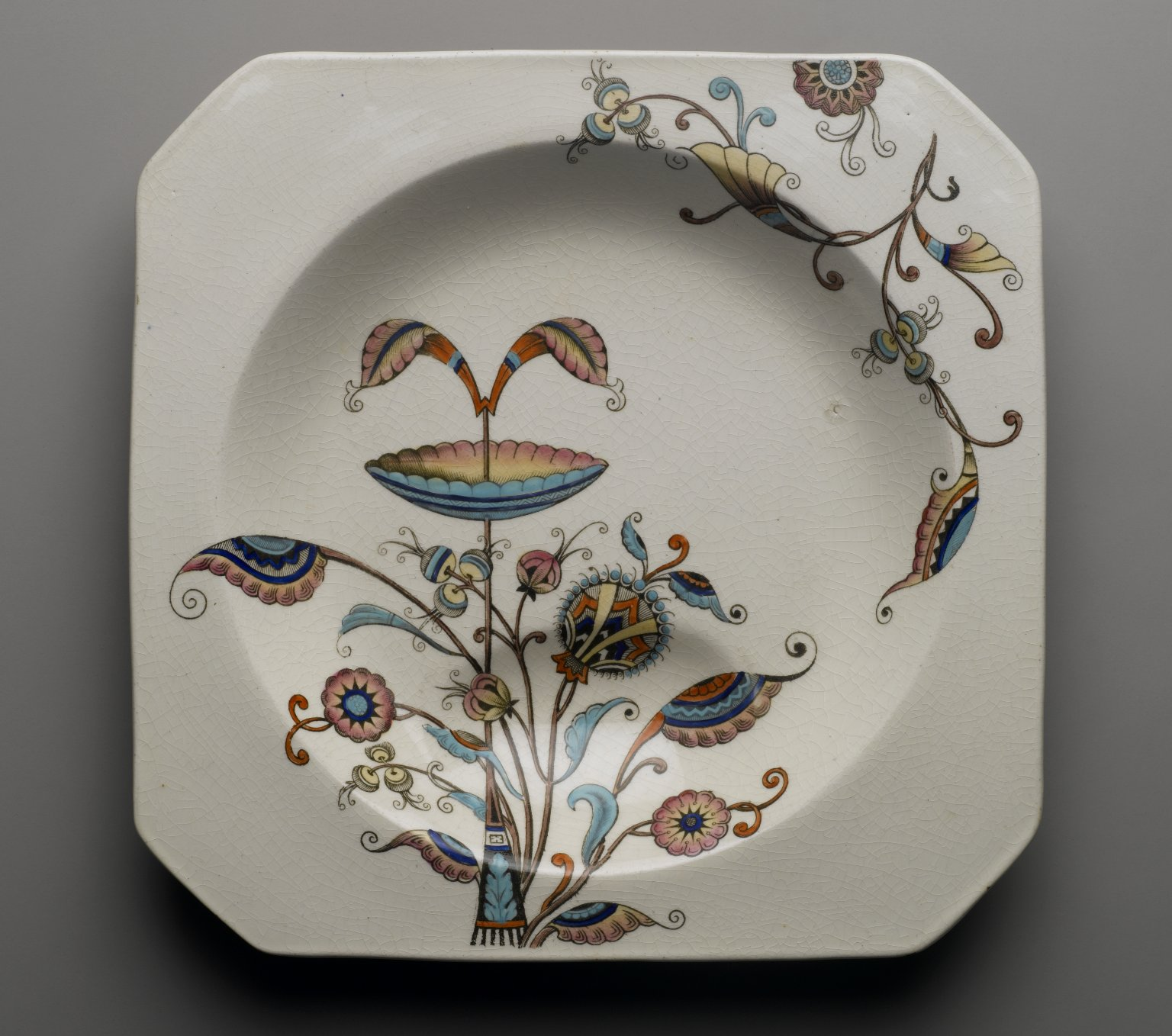
کریستوفر درسر، بشقاب سوپ، الگوی ایرانی، ۱۸۸۶ میلادی، موزهٔ بروکلین

بین سال‌های ۱۸۷۹ و ۱۸۸۲ میلادی، به عنوان سرپرست هنر در سفالگری هنری لینتورپ در لینتورپ در میدلزبرو، بیش از ۱۰۰۰ گلدان طراحی کرد. اگر کار سرامیک او از دههٔ ۱۸۶۰ میلادی به بعد (برای شرکت‌هایی مانند مینتون‌ها، وج‌وود، رویال ووستر، واتکامب، لینتورپ، تالار قدیمی در هنلی و اولت) در نظر گرفته شود، او باید در میان تأثیرگذارترین طراحان سرامیک در تمامی ادوار باشد. بسیاری از کارهای دیگر او هنوز شناسایی نشده‌اند، اگرچه طرح‌های کاغذ دیواری برای آمریکایی‌ها و منسوجات برای تولیدکنندگان فرانسوی و آلمانی اخیراً پیدا شده است. مجموعه‌ای قابل توجه درسر توسط موزهٔ دورمن در میدلزبرو نگهداری می‌شود. پروژه‌ای که از طریق صندوق بخت‌آزمایی میراث تأمین می‌شود توجه را به این امر جلب می‌کند.
برخی از طرح‌های فلزی درسر هنوز در دست تولید هستند، مانند مجموعه‌های روغن و سرکه و طرح‌های قفسه نان تست، که اکنون توسط آلسی تولید می‌شود. آلبرتو آلسی تا آنجا پیش می‌رود که می‌گوید درسر «تکنیک‌های تولید فلز را بهتر از هر طراح دیگری که به آلسی آمده بود می‌دانست».
تصور می‌شود یکی از طرح‌های تالار قدیمی او الهام‌بخش رمان «خدمت جغد» اثر آلن گارنر در سال ۱۹۶۷ میلادی باشد.

## منتخب کتابشناسی

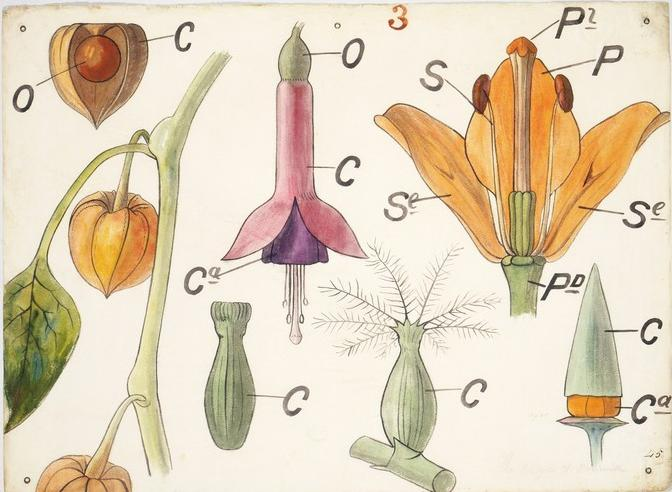
نمودار گیاه‌شناسی، حدود ۱۸۵۵ میلادی، کریستوفر درسر، موزهٔ وی‌اَنداِی، شمارهٔ: ۳۹۶۸

- «وحدت در تنوع، همان‌طور که از پادشاهی گیاهی استنباط می‌شود»؛ لندن: جیمز اس. ویرچو. ۱۸۶۰ میلادی.
- «مبانی گیاه‌شناسی، ساختاری و فیزیولوژیکی»؛ لندن: جیمز اس. ویرچو. ۱۸۵۹ میلادی.
- «کتابچۀ راهنمای محبوب گیاه‌شناسی»؛ ۱۸۶۰ میلادی.
- «هنر طراحی دکوراتیو»؛ دی اند سان، ۱۸۶۲ میلادی.
- «توسعهٔ هنر تزئینی در نمایشگاه بین‌المللی»؛ (۱۸۶۲ میلادی).
- «اصول کلی هنر، تزئینی و تصویری، با نکاتی در مورد رنگ، هماهنگی‌ها و تضادهای آن»؛ (۱۸۶۸ میلادی).
- «اصول طراحی تزئینی»؛ (۱۸۷۳ میلادی).
- «مطالعات طراحی»؛ (۱۸۷۵ میلادی).
- «ژاپن: معماری، هنر و تولیدات-هنری آن»؛ (۱۸۸۲ میلادی).
- «تزئینات مدرن» (۱۸۸۶ میلادی).

## نگارخانه

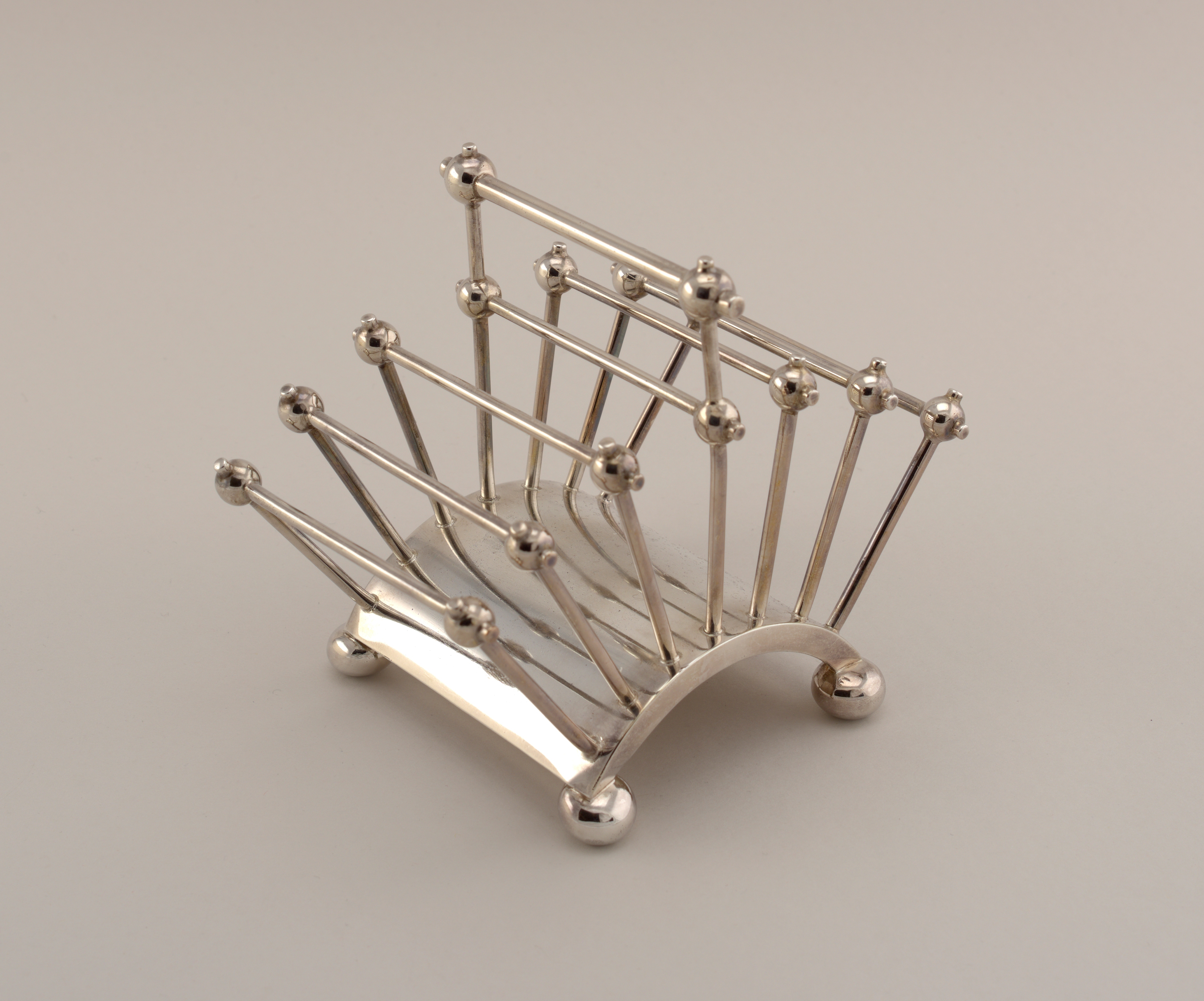
قفسه نان تست (۱۸۸۱)
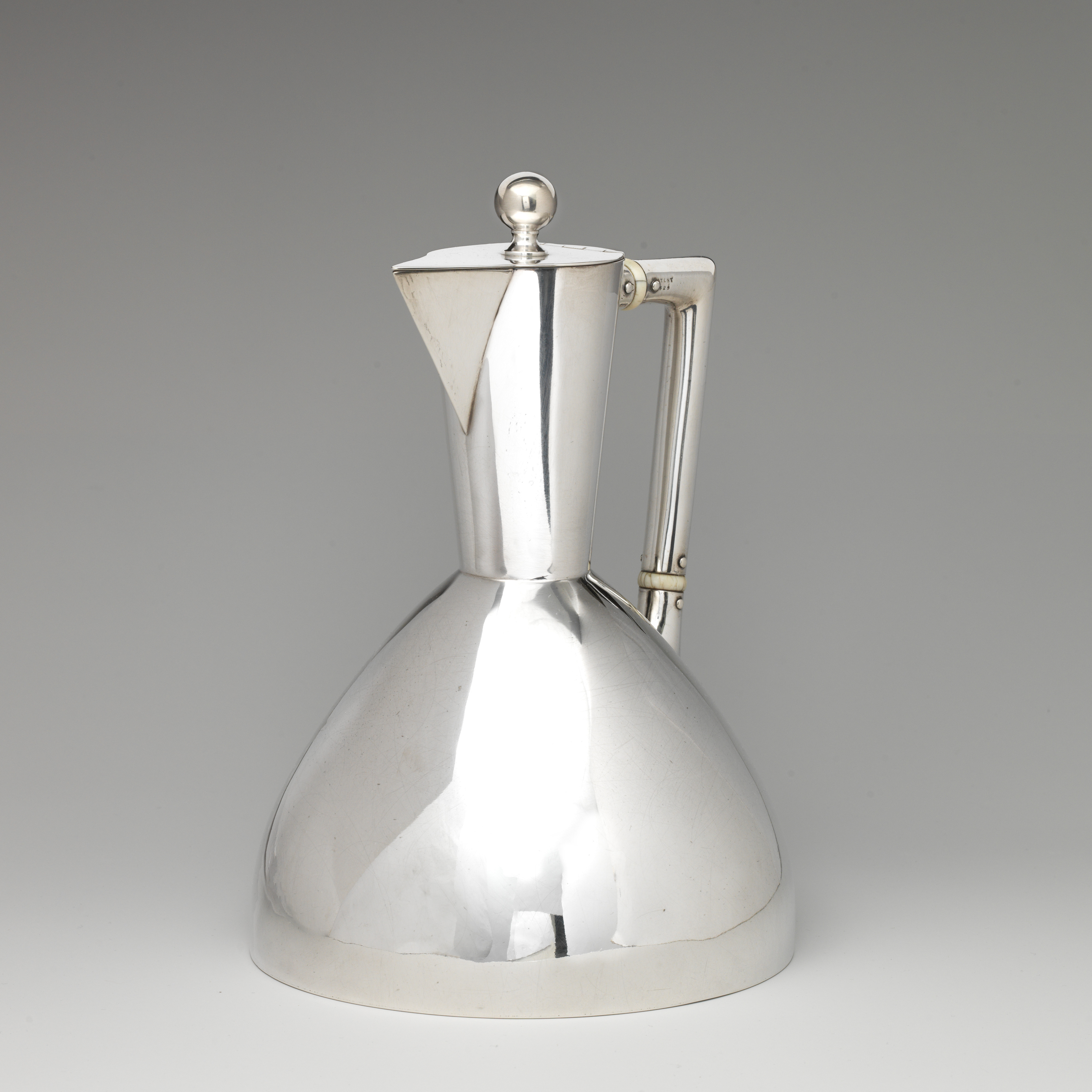
پارچ (حدود ۱۸۸۱)
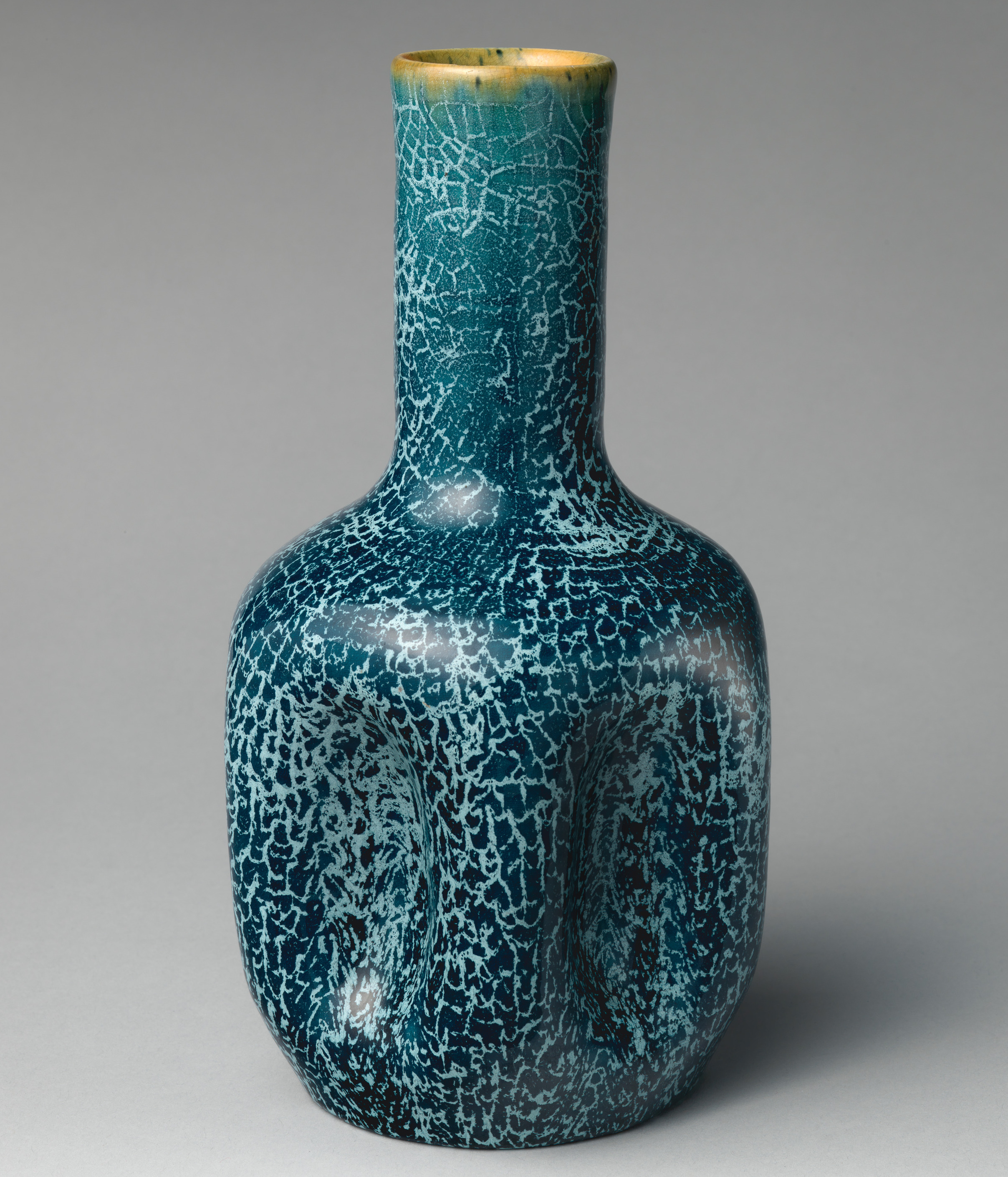
Bottle vase for Linthorpe Art Pottery (c. 1882)
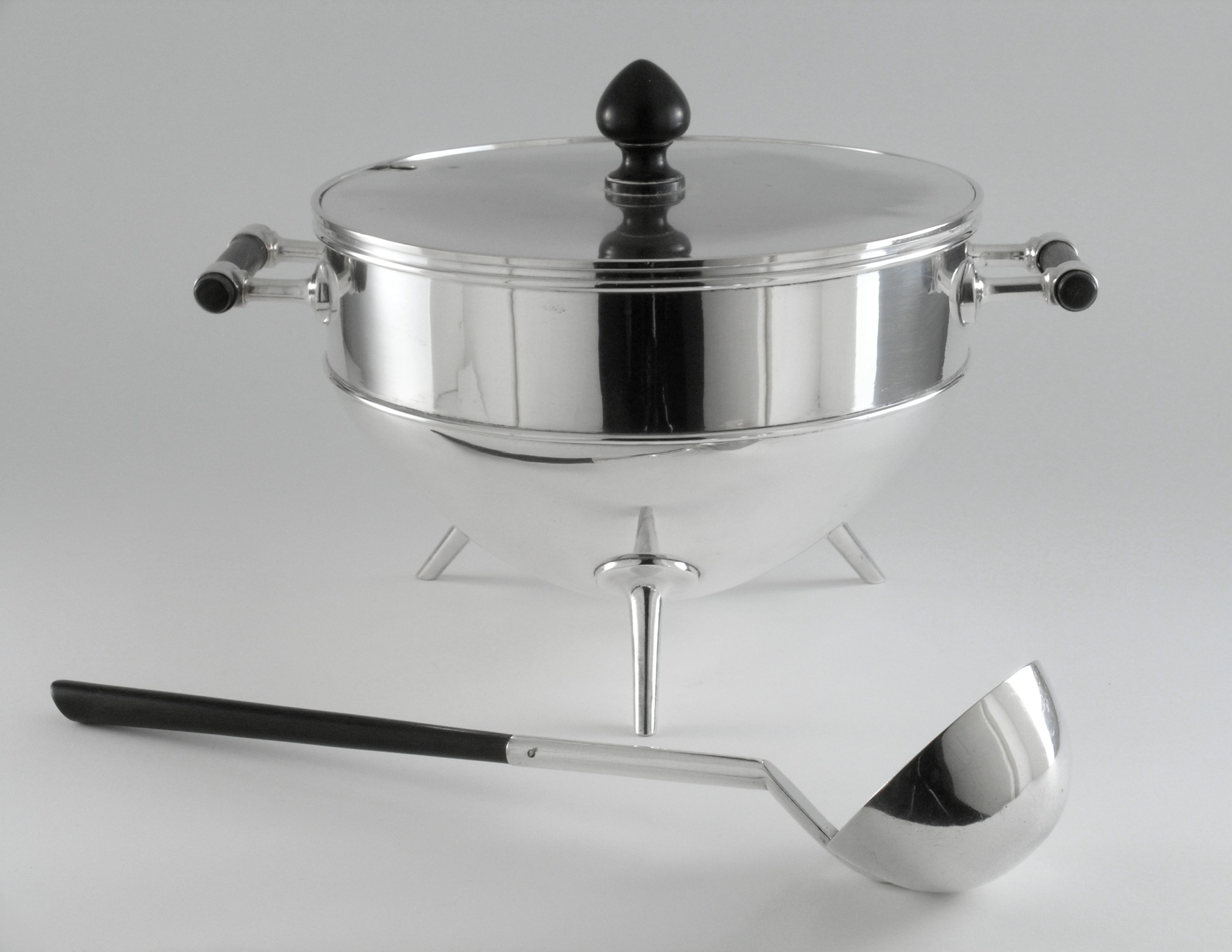
Soup tureen and ladle (1888)
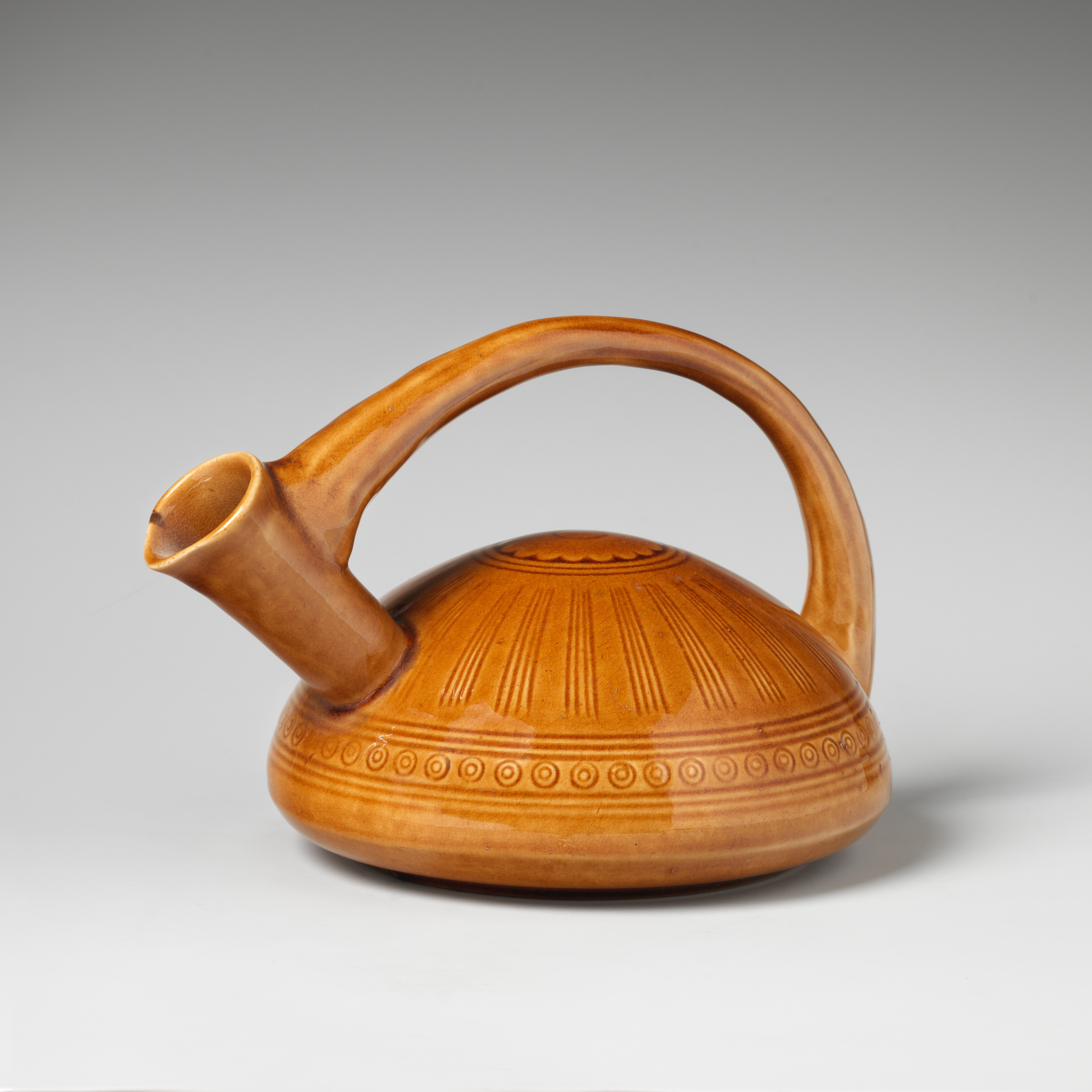
Pitcher
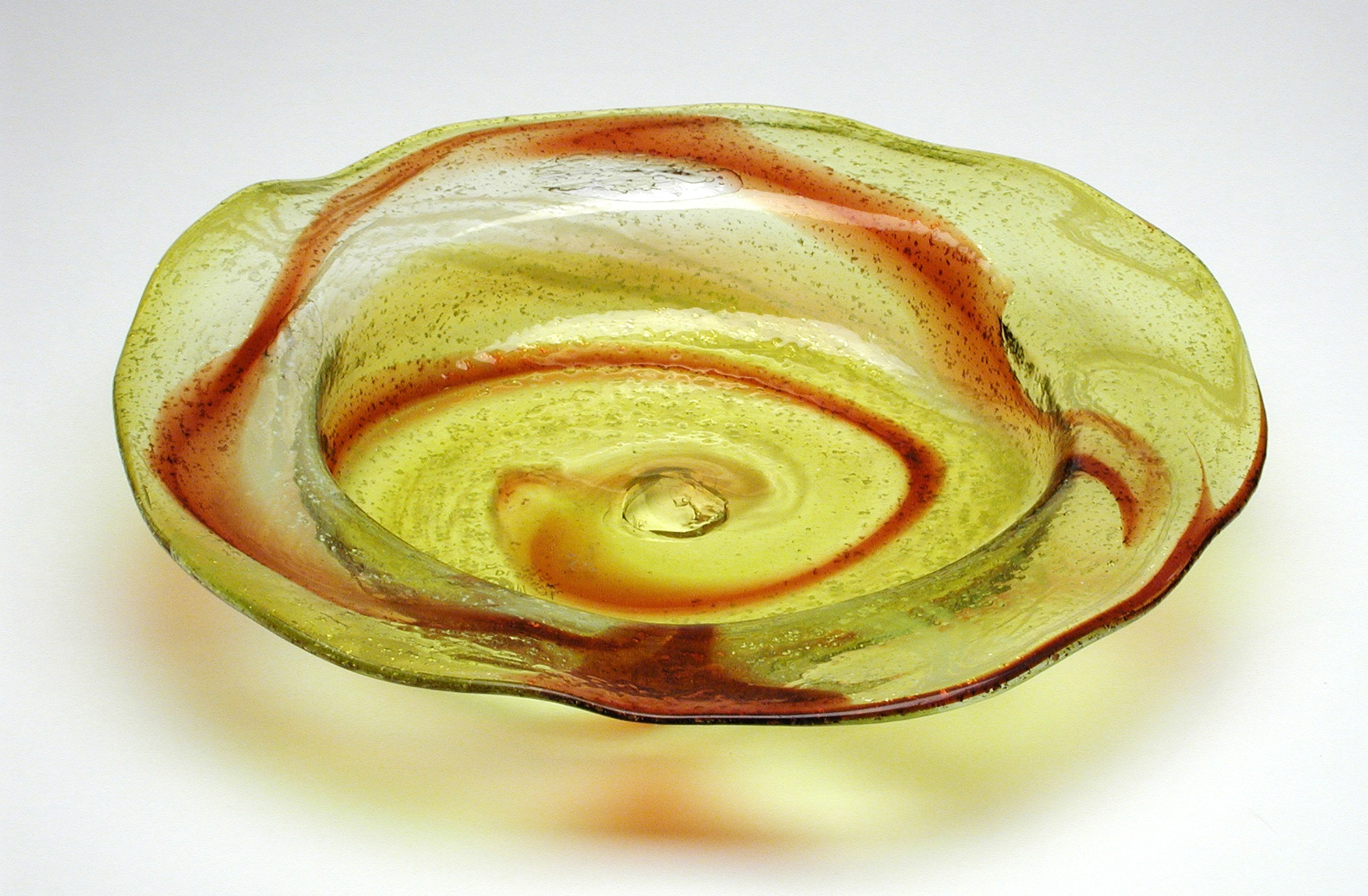
ظرف شیشه ای کوپر و پسران